# Maria Persson
Maria Ann-Christin Persson, född 9 juni 1959 i Maria Magdalena församling i Stockholm, är en svensk före detta barnskådespelerska. Hon spelade rollen som Annika i filmerna om Pippi Långstrump.
Persson ville gärna fortsätta som skådespelerska. Hon gick på Calle Flygare Teaterskola en tid, men insåg att hon alltför ofta förknippades med rollen som Annika från Pippi-filmerna. I stället blev hon sjuksköterska, träffade en spanjor och flyttade till Mallorca. Där har hon arbetat i barer och senast inom äldreomsorgen. Maria Persson har en spanskfödd son född 1994 som hon presenterade under en Pippi-återförening i tysk TV 2005.

## Filmografi
- 1969 – Pippi Långstrump (TV-serie)
- 1970 – Pippi Långstrump på de sju haven
- 1970 – På rymmen med Pippi Långstrump
- 1973 – Här kommer Pippi Långstrump